# Teleogryllus leucostomus
Teleogryllus leucostomus är en insektsart som först beskrevs av Jean Guillaume Audinet Serville 1838.  Teleogryllus leucostomus ingår i släktet Teleogryllus och familjen syrsor. Inga underarter finns listade i Catalogue of Life.